# France de Mot
France de Mot née le 30 janvier 2002, est une joueuse belge de hockey sur gazon. Elle évolue au Racing et avec l'équipe nationale belge.

## Carrière
Elle a fait ses débuts le 15 mai 2021 contre les États-Unis à Anvers lors de la Ligue professionnelle 2020-2021.

## Palmarès
- : 3e à l'Euro 2021.